# Chrást (okres Příbram)
Chrást (německy Chrast) je obec v okrese Příbram ve Středočeském kraji, asi 11 km jižně od Příbrami. Žije zde 214 obyvatel.

## Historie
První písemná zmínka o obci pochází z roku 1379.

## Obecní správa

### Části  obce
- Chrást (k. ú. Chrást u Tochovic)
- Lisovice (leží v k. ú. Chrást u Tochovic)
- Namnice (leží v k. ú. Chrást u Tochovic)
- Oslí (k. ú. Oslí)

K obcí patří také Valcha.
Sousedními obcemi sídla jsou Rožmitál pod Třemšínem, Tochovice, Horčápsko, Modřovice a Březnice.

### Územněsprávní začlenění
Dějiny územněsprávního začleňování zahrnují období od roku 1850 do současnosti. V chronologickém přehledu je uvedena územně administrativní příslušnost obce v roce, kdy ke změně došlo:
- 1850 země česká, kraj Plzeň, politický i soudní okres Březnice[4]
- 1855 země česká, kraj Písek, soudní okres Březnice
- 1868 země česká, politický okres Blatná, soudní okres Březnice
- 1939 země česká, Oberlandrat Klatovy, politický okres Blatná, soudní okres Březnice[5]
- 1942 země česká, Oberlandrat Plzeň, politický okres Strakonice, soudní okres Březnice[6]
- 1945 země česká, správní okres Blatná, soudní okres Březnice[7]
- 1949 Plzeňský kraj, okres Blatná[8]
- 1960 Středočeský kraj, okres Příbram
- 2003 Středočeský kraj, okres Příbram, obec s rozšířenou působností Příbram

### Členství ve sdruženích
Chrást je členem svazku obcí Březnicko, který byl založen v roce 2003.

## Společnost

### Rok 1932
V roce 1932 (přísl. Namnice, 263 obyvatel) zde byly evidovány tyto živnosti a obchody: 2 hostince, košíkář, kovář, 2 mlýny, 2 obuvníci, rolník, řezník, 3 trafiky.

## Pamětihodnosti
- Dvě výklenkové kaple poutní cesty z Březnice na Svatou Horu.Výklenková kaple křížové cesty

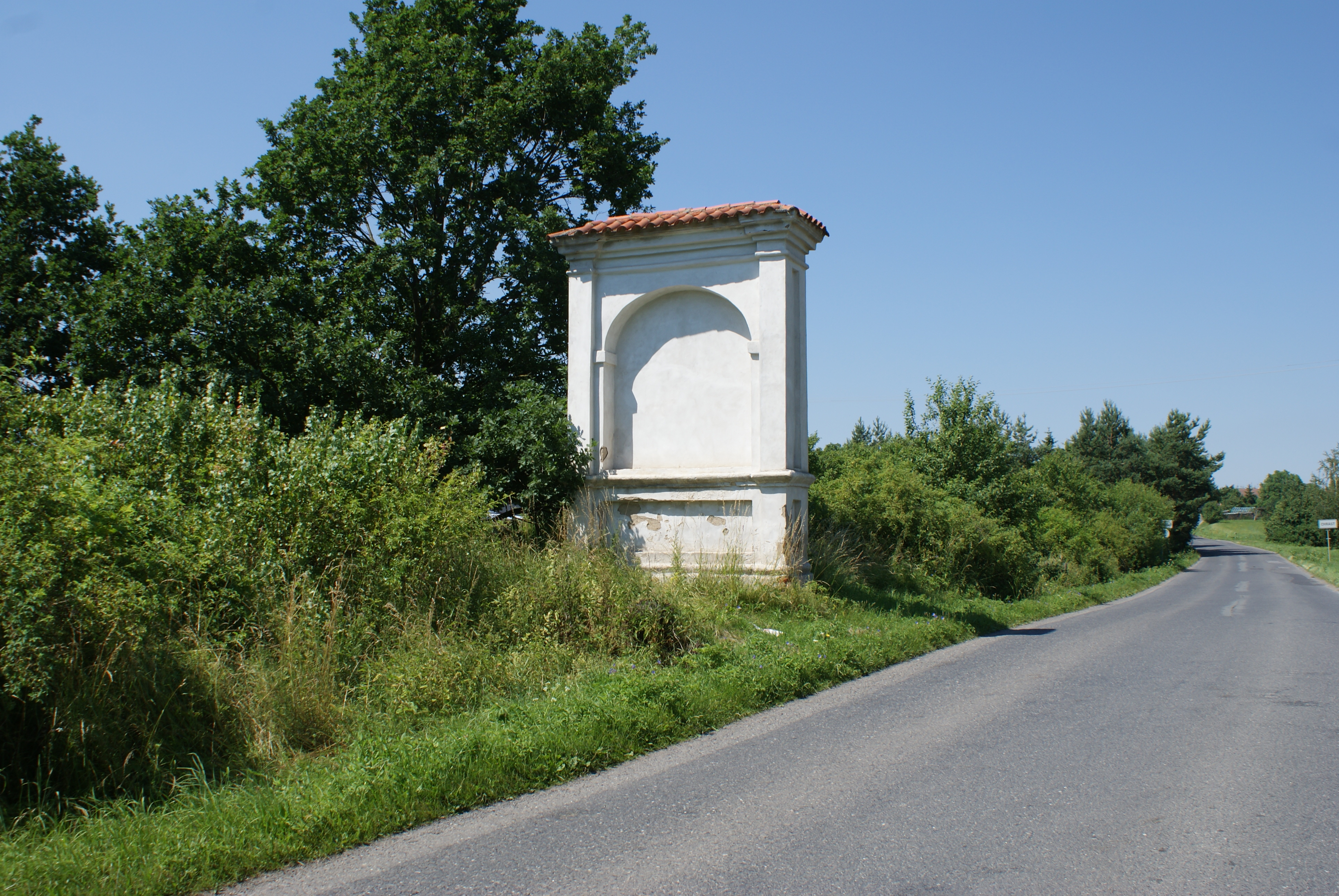
Výklenková kaple křížové cesty

## Doprava

### Dopravní síť
Do obce vedou silnice III. třídy.

### Autobusová doprava 2024
Autobusovou dopravu v obci Chrást zajišťují společnosti Arriva Střední Čechy a ČSAD AUTOBUSY České Budějovice. Obec je součástí Pražské integrované dopravy (PID). V obci se nachází zastávka Chrást. V Lisovicích se nachází zastávka Chrást,Lisovice. V Namnicích a Oslím se autobusové zastávky nenacházejí. Obcí vede autobusová linka 482, která spojuje obec s Příbramí a směrem na druhou stranu pokračuje přes Březnici, Blatnou až do Strakonic.

### Železniční doprava 2024
Územím obce prochází jednokolejná regionální železniční trať 204 Březnice–Rožmitál pod Třemšínem, která byla uvedena do provozu v roce 1899. Od 12. prosince 2021 byla pravidelná osobní doprava na této trati zrušena z rozhodnutí Středočeského kraje. Vlaky na této trati jezdí pouze o víkendech a svátcích během sezóny na lince T9, kterou provozuje společnost České dráhy. Nedaleko obce, v místní části Oslí, se nachází železniční zastávka Oslí, kde zastavují osobní vlaky.